# 1884 en philosophie
Chronologie de la philosophie
- 1880
- 1881
- 1882
- 1883
- 1884
- 1885
- 1886
- 1887
- 1888

L’année 1884 a été marquée, en philosophie, par les événements suivants :

## Publications
- Suite de la publication de la première édition de Ainsi parlait Zarathoustra (Also sprach Zarathustra), de Friedrich Nietzsche.

## Naissances
- 20 mars : Philipp Frank, philosophe autrichien, mort en 1966.